# Rovný (České středohoří)
Rovný (377 metrů) je jedním z vrcholů Českého středohoří. Nachází se nedaleko obce Stadice a je západně od obce Koštov.
K vrcholu kopce vede pouze jedna cesta, a to lesem od Stadic, od Habří (odbočující z cyklostezky č 3009B) nebo od Koštova. Vrch je porostlý suťovým lesem a z vrcholu je výhled na okolní kopce včetně Milešovky. V roce 1987 bylo na jihovýchodním úpatí odkryto gravettienské sídliště s velkým množstvím štípané industrie a mamutích kostí.